# Episodi di Crash Canyon (prima stagione)
La prima stagione della serie animata Crash Canyon è andata in onda in Canada dal 18 settembre 2011 al 5 ottobre 2012, mentre in Italia è stata trasmessa nel 2012 su MTV.

## Episodi
| #  | INT # | Titolo originale            | Titolo italiano           | Prima TV Canada   | Prima TV Italia |
| -- | ----- | --------------------------- | ------------------------- | ----------------- | --------------- |
| 1  | 1     | Pilot                       | Crash Canyon              | 18 settembre 2011 | 10 marzo 2012   |
| 2  | 9     | Poker Night                 | Azzardo nel Canyon        | 25 settembre 2011 | 7 aprile 2012   |
| 3  | 8     | The Out-of-Pantsers         | San Valentino di guai     | 2 ottobre 2011    | 31 marzo 2012   |
| 4  | 18    | Sid Our Savior              | Il salvatore del canyon   | 9 ottobre 2011    | 5 maggio 2012   |
| 5  | 6     | Moose on the Loose          | Alce selvaggia            | 16 ottobre 2011   | 24 marzo 2012   |
| 6  | 11    | The Big Picture             | Ciak, si gira nel Canyon  | 23 ottobre 2011   | 14 aprile 2012  |
| 7  | 15    | The Tees That Bind          | Investire nel Canyon      | 6 novembre 2011   | 28 aprile 2012  |
| 8  | 17    | Jake's First Kiss           | Primo bacio nel Canyon    | 13 novembre 2011  | 5 maggio 2012   |
| 9  | 13    | Hex Marks the Spot          | Fuga dal Canyon           | 20 novembre 2011  | 21 aprile 2012  |
| 10 | 14    | Ultimate Wedding Chicken    | Matrimonio nel Canyon     | 27 novembre 2011  | 21 aprile 2012  |
| 11 | 4     | Confidence Builder          | Autostima                 | 5 febbraio 2012   | 17 marzo 2012   |
| 12 | 19    | Vernon Loves Carol and Cake | Benvenuti nel Canyon      | 12 febbraio 2012  | 8 luglio 2012   |
| 13 | 25    | The Wrath of Vaughn         | Karate Kid nel Canyon     | 19 febbraio 2012  | 19 agosto 2012  |
| 14 | 21    | Station WNDL                | Voci nel Canyon           | 7 settembre 2012  | 22 luglio 2012  |
| 15 | 20    | For Norm the Sell Tolls     | Affari nel Canyon         | 14 settembre 2012 | 15 luglio 2012  |
| 16 | 7     | Risky Monkey Business       | Risky Monkey Business     | 21 settembre 2012 | 31 marzo 2012   |
| 17 | 24    | A Bun in the Canyon         | Anomalie nel Canyon       | 28 settembre 2012 | 12 agosto 2012  |
| 18 | 2     | Heavyweight Vamp            | Peso massimo improvvisato | 5 ottobre 2012    | 10 marzo 2012   |

## Crash Canyon
- Titolo originale: Pilot

La famiglia Wendel parte per una vacanza ma rimane intrappolata in un Canyon di Alberta, senza alcuna speranza per tornare indietro.

## Autostima
- Titolo originale: Confidence Builder

Roxy e Jake trovano un animale e lo accudiscono, ma dopo appena qualche giorno iniziano a trascurarlo. Norm invece cerca di trovare una soluzione a un problema nel Canyon..

## Peso massimo improvvisato
- Titolo originale: Heavyweight Vamp

Norm cerca di mantenere alto l'onore della famiglia, scoprendo invece che Jake truccava gli incontri di box.